# 第一太平實業
第一太平資本有限公司 （除牌當時為0038.HK）曾是在香港交易所上市。1888年是以「上海置業投資有限公司」成立，1982年，被林紹良家族收購本公司股權，更名為「第一太平實業有限公司」。
1988年由本公司和第一太平國際合併設立第一太平有限公司。
曾是旗下公司包括：克馬洋行等。

## 外部連線
- 第一太平有限公司官方網址 （页面存档备份，存于）